# Johannes Wilsing
Johannes Moritz Daniel Wilsing (8 de septiembre de 1856, 23 de diciembre de 1943) fue un astrónomo alemán, especializado en la observación del sol.

## Semblanza
Wilsing nació en Berlín, donde inició su educación que continuó en Gotinga. En 1880 se doctoró por la Universidad Humboldt de Berlín con una disertación titulada Über den Einfluss von Luftdruck und Wärme auf die Pendelbewegung (Sobre la influencia de la presión del aire y el calor en el movimiento de un péndulo).
En 1881 se incorporó al Observatorio Astrofísico de Potsdam como asistente, y permanecería allí hasta que se retiró. Dedicó el comienzo de su carrera a los estudios solares, incluyendo la observación de manchas solares y del período de la rotación solar. En 1897 midió el paralaje de 61 Cygni, una estrella relativamente cercana.
Se convirtió en observador del Observatorio de Potsdam en 1898, y al año siguiente colaboró con Julius Scheiner en un intento fallido de medir la emisión de ondas de radio del Sol. El mismo año intentó interpretar el espectro de las novas. Realizó un extenso trabajo sobre la luminosidad, los colores y los diámetros de las estrellas.
Se retiró en 1921 y murió en Potsdam.

## Eponimia
- El cráter lunar Wilsing lleva este nombre en su memoria.[2]